# ابن الكيال
ابن الكيَّال (863 هـ –929 هـ)، هو زين الدين بركات‌ بن أحمد بن محمد الذهبي الدمشقي الصالحي الشافعي، الشهير بإبن الكيَّال، هو محدث‌ وفقيه‌ شافعي.

## سيرته
ولد كما روى بخطه سنة 863 هـ (1459م)، وكان في ابتداء أمرہ تاجراً، ثم ترك التجارۃ بعد أن ترتب عليه ديون كثيرۃ، ولازم الشيخ برهان الدين التاجي زماناً طويلاً، وانتفح به.
قال الحمصي: وقرأ عليه صحيح البخاري كاملاً، وكتب من مصنفاته، ودرّس بالجامع الأموي في علم الحديث، وكان متقناً محرراً، وخرَّج أحاديث مسند الفردوس، وانتفح الناس به وبوعظه وحديثه. 
قال ابن طولون: ورأس بعد موت شيخه، ولازم الجامع الأموي تجاہ محراب الحنابلة، ووعظ بمسجد الأقصاب، وجامع الجوزۃ وغيرهما، وخطب بالصابونية سنين، وحصل دنيا كثيرۃ، وصنَّف عدۃ كتب.  

## وفاته
وكانت وفاته يوم الأحد 8 ربيع الأول سنة 929 هـ (25 يناير 1523). قال الحمصي : وسبب موته أنه خرج من بيته لصلاۃ الصبح بالجامع الأموي، فلقيه اثنان فأخذا عمامته عن رأسه، وضرب على صدرہ، فانقطع في بيته، ثم بعد ذلك أراد الخروج إلى الجامع، فما استطاع ذلك فتوضأ وصلّى الصبح والضحى في بيته، ودفن بعد صلاۃ الضحى.
وذكر ابن طولون أنه قبل موته بثلاث أيام حصل من مشدّ الزبالة في حقه. قلت: أدب بسبب زبالة وجدها عند باب بيته، وذكر أنّ الذي ضربه، وحلّ عمامته رجل مجذوب، كان من أتباع الشيخ العقيبي لأن الشيخ بركات كان ينكر على الشيخ عمر ما كان يعتادہ من أمر بعض فقرائه أن يطوفوا في الأسواق، وفي رقابهم المعاليق وغير ذلك، وهم يجهرون بالذكر حتى ربما صرح الشيخ بركات بالإنكار في مجالسه العامة، فأضمر ذلك له ذلك المجذوب حتى ظفر به‘‘.
وقال له مالك: وللشيخ عمر وكانت هذہ الحادثة سبب موته، وصلّى عليه الشيخ شمس الدين الكفرسوسي في صحن الجامع الأموي، وكانت جنازته حافلة، ودفن بمقبرۃ باب الصغير بالقرب من سيدي أوس‘‘.  

## مؤلفاته
- حياۃ القلوب ونيل المطلوب في الوعظ۔
- الكواكب النيرات في معرفة من اختلط من الرواۃ الثقات
- أسنى المقاصد في معرفة حقوق الولد على الوالد
- الجواهر الزواهي في ذم الملاعب والملاهي
- الأنجم الزواهر في تحريم القراءۃ بلحون أهل الفسق والكبائر [1] [4]